# 暴风雨 (1982年电影)
《暴风雨》（英語：Tempest）是依据威廉·莎士比亚的同名戏剧改编而成的一部美国电影，但背离原著较大。该片导演保罗·穆索斯基，于1982年上映。

## 发布
《暴风雨》发布于1982年8月13日。
《暴风雨》在多个电影节上展出，如多倫多國際電影節、威尼斯电影节。